# Bergslagsbanan
Bergslagsbanan är Trafikverkets namn på järnvägarna Gävle–Falun–Ställdalen–Kil och Ställdalen–Frövi. I dagligt tal och av historiska skäl brukar även järnvägen Kil–Göteborg, som Trafikverket kallar Norge/Vänerbanan, inräknas.

## Historik
Bergslagsbanans huvudlinje Gävle–Göteborg byggdes mellan år 1855 och år 1879 av de enskilda järnvägsbolagen Gävle-Dala Järnväg och Bergslagernas Järnvägar. Den byggdes mest för godstrafikens skull och man passerade utanför vissa viktiga städer, som Filipstad, Karlstad och Vänersborg, delvis beroende på vilka städer och kommuner som köpte aktier i bolaget.
Silverhöjdsspåret och sträckan Ställdalen–Frövi byggdes av Frövi-Ludvika Järnväg, och övertogs 1925 av TGOJ. Nollpunkten för längdmätningen på TGOJ-delen är mitt för stationshuset i Frövi och ökar norrut. Avstånden längs sträckan skyltas med tal som är 400 högre än avståndet från Frövi, eftersom sträckan tillhörde TGOJ:s fjärde banområde. Till exempel ska km 410 tolkas: Fjärde banområdet inom TGOJ, kilometer 10.
1947 började det första svenska expresståget, GDG-expressen, trafikera sträckan Göteborg C–Falun C–Gävle C över Bergslagsbanan.
13 januari 1956 inträffade  en svår tågolycka mellan en motorvagn och ett malmtåg strax söder om Ställdalen vilken resulterade i att 20 personer (många skolungdomar) omkom i olyckan. Ett minnesmärke avtäcktes på olycksplatsen 2006, 50 år efter olyckan.
De tidigare signalställverken av relätyp på TGOJ-delen var för Sverige en ovanlig modell, Siemens DrS2. TGOJ köpte in ställverken från Siemens då man ansåg att den inhemska leverantören inte kunde leverera den anläggning man önskade. Nästan all signalutrustning köptes från Siemens: ställverk, vägskyddsanläggningar, signaler, växeldriv och bomdriv. Ställverken anpassades för svenska förhållanden och föreskrifter, dock skiljde sig signalbilderna åt mellan TGOJ och dåvarande SJ.
År 1990 ändrade dåvarande Banverket namngivningen på många järnvägar och Bergslagsbanan fick då bli sträckan Gävle–Kil/Frövi, medan Kil–Göteborg (tillsammans med Kornsjö–Göteborg) fick heta Norge/Vänerbanan.
Under 2014-2017 moderniserades sträckan Ställdalen–Kil, så den fick höjd kapacitet med fler och längre mötesspår och fjärrblockering. Detta var (tillsammans med bygget av sträckan Trollhättan–Göteborg 2008-2012) en del av en plan att köra godstrafiken Göteborg–Norrland och Oslo–Norrland denna väg och avlasta andra banor.
Mellan Sandviken och Kungsgården öppnades 2019 en mötesstation där upp till 750 meter långa godståg kan mötas och dessutom kan mötande tåg köra in på mötesstationen från varsitt håll.

## Standard

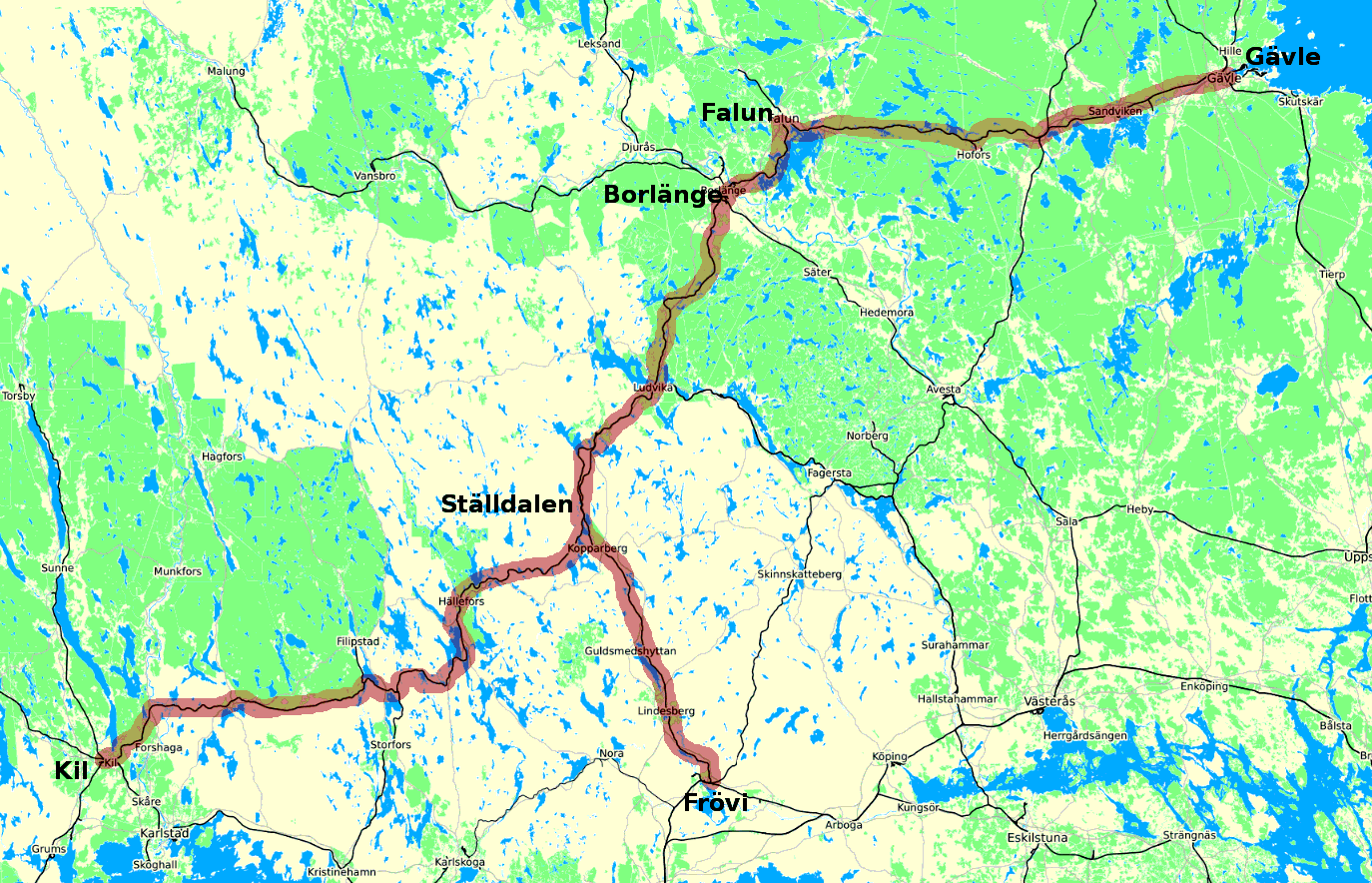
Bergslagsbanan enligt Trafikverkets definition (2018).

Banan är enkelspårig med undantag för sträckorna Gävle–Hagaström och Grängesberg–Ställdalen. På den sistnämnda sträckan bildar Silverhöjdsspåret, en före detta TGOJ-linje, ett funktionellt dubbelspår tillsammans med den ordinarie linjen på Hörkenspåret. Innan signalställverken byttes ut 2002 kallades linjerna TGOJ-spåret respektive SJ-spåret eller BJ-spåret.
Silverhöjdsspåret har betydligt lägre standard än den fortsatta TGOJ-linjen till Frövi; bland annat har det inte svetsade skarvar, så där hör man fortfarande tågets dunkande när hjulen åker över skarvarna. Standarden beror på att Silverhöjdsspåret under flera år låg i träda, utan trafikering då trafikvolymen rymdes på parallellsträckan över Hörken. Bron vid Viludden där Hörkenspåret och Silverhöjdsspåret korsas är gjord för att två spår ska få plats under den. Detta var ett krav från den dåvarande banförvaltningen. Hela TGOJ-sträckan Grängesberg–Frövi är gammal vilket medför kurvor och backar, vilket i sin tur ger låg hastighet. Största backen är den norr om Ställdalen.

## Trafik
Sträckan Gävle–Falun–Ställdalen–Frövi har persontrafik genom Tåg i Bergslagen. De genomgående tågen fortsätter till Örebro, Hallsberg och Mjölby. Mellan Falun och Borlänge tillkommer också SJ-tåg mot Stockholm. Värmlandstrafiks persontrafik Ludvika–Ställdalen–Nykroppa(–Kristinehamn-Karlstad) lades ned 2011. Sedan 2012 bedriver Tågab persontrafik på sträckan Falun-Ludvika-Ställdalen-Nykroppa-Kristinehamn-Karlstad/Skövde-Göteborg.Sträckan Nykroppa–Kil har endast godstrafik, med undantag för några få av Tågabs norrgående persontåg i veckan. Bergslagsbanan är ett ganska viktigt godsstråk för trafik Bergslagen–Göteborg.

## Galleri

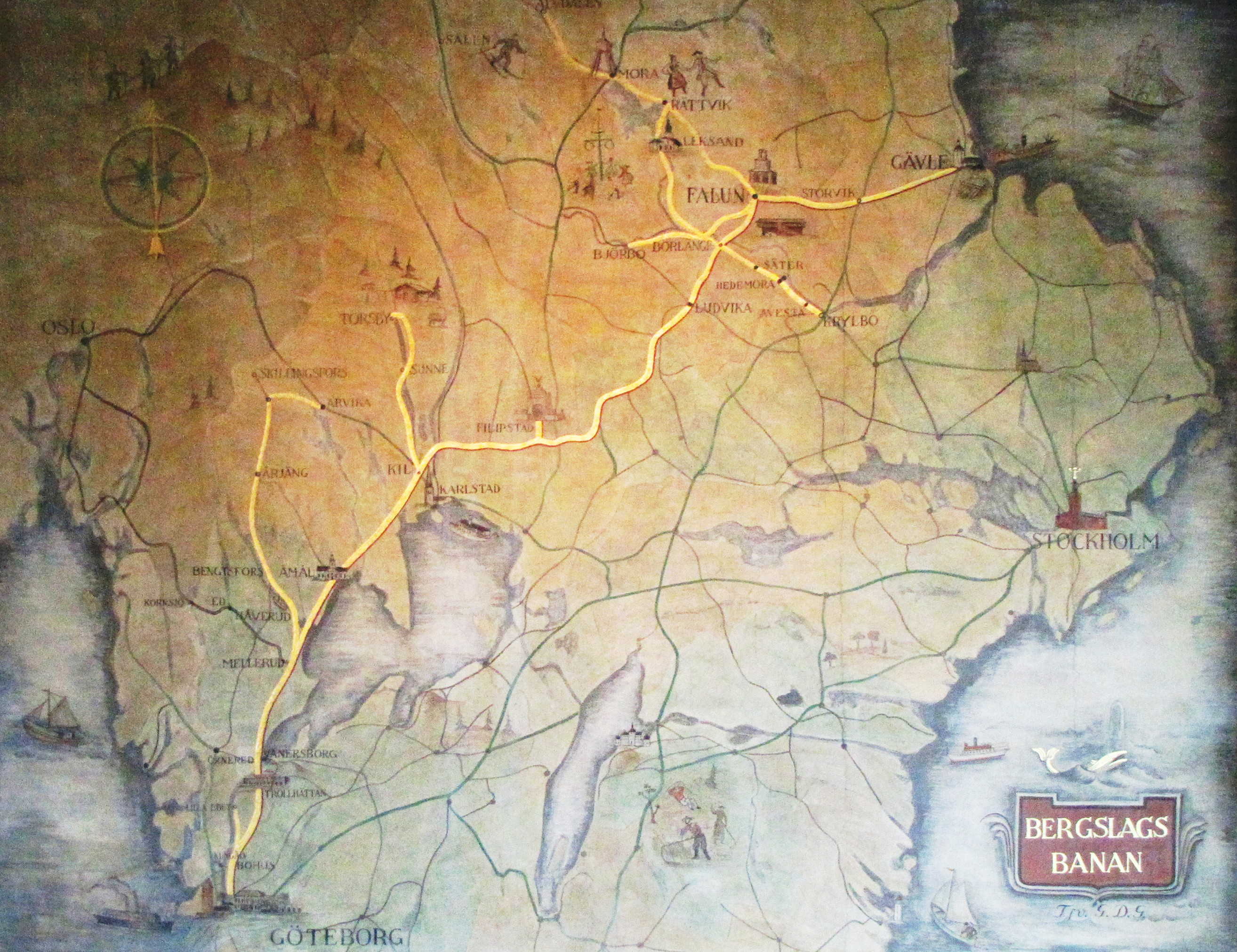
Karta över banan i Göteborg C.
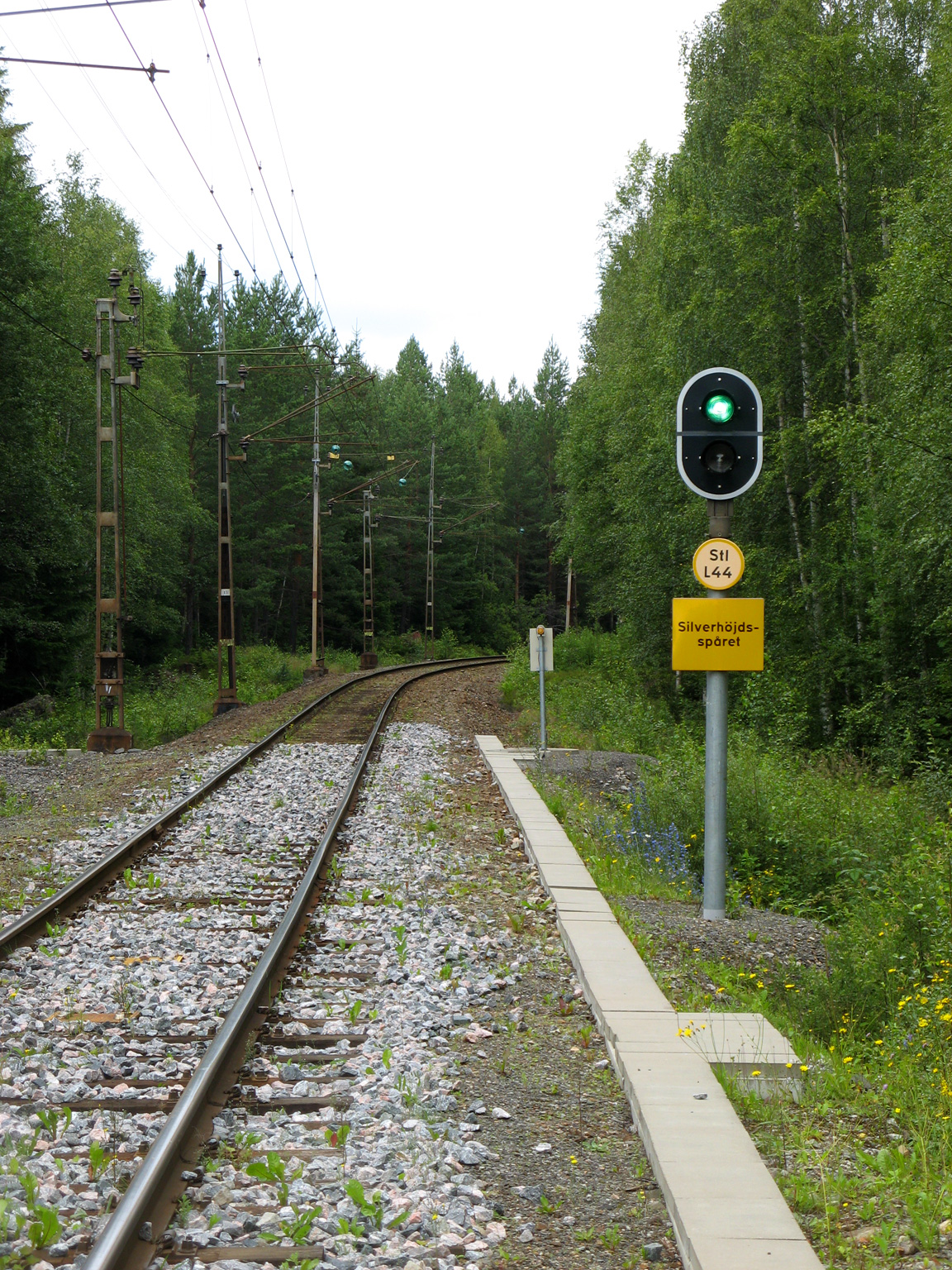
Silverhöjdsspåret, Ställdalen.
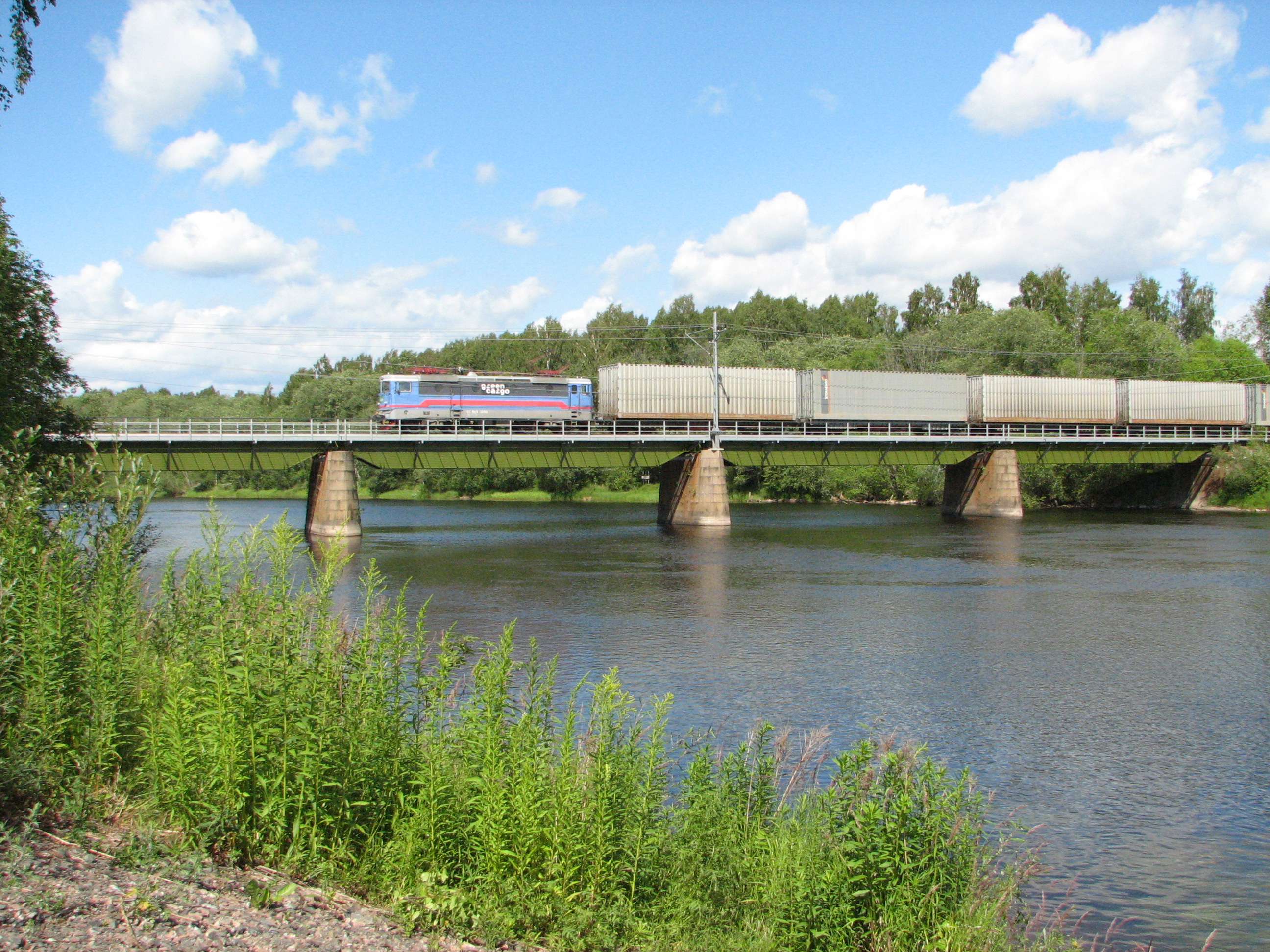
Bron över Klarälven i Deje.
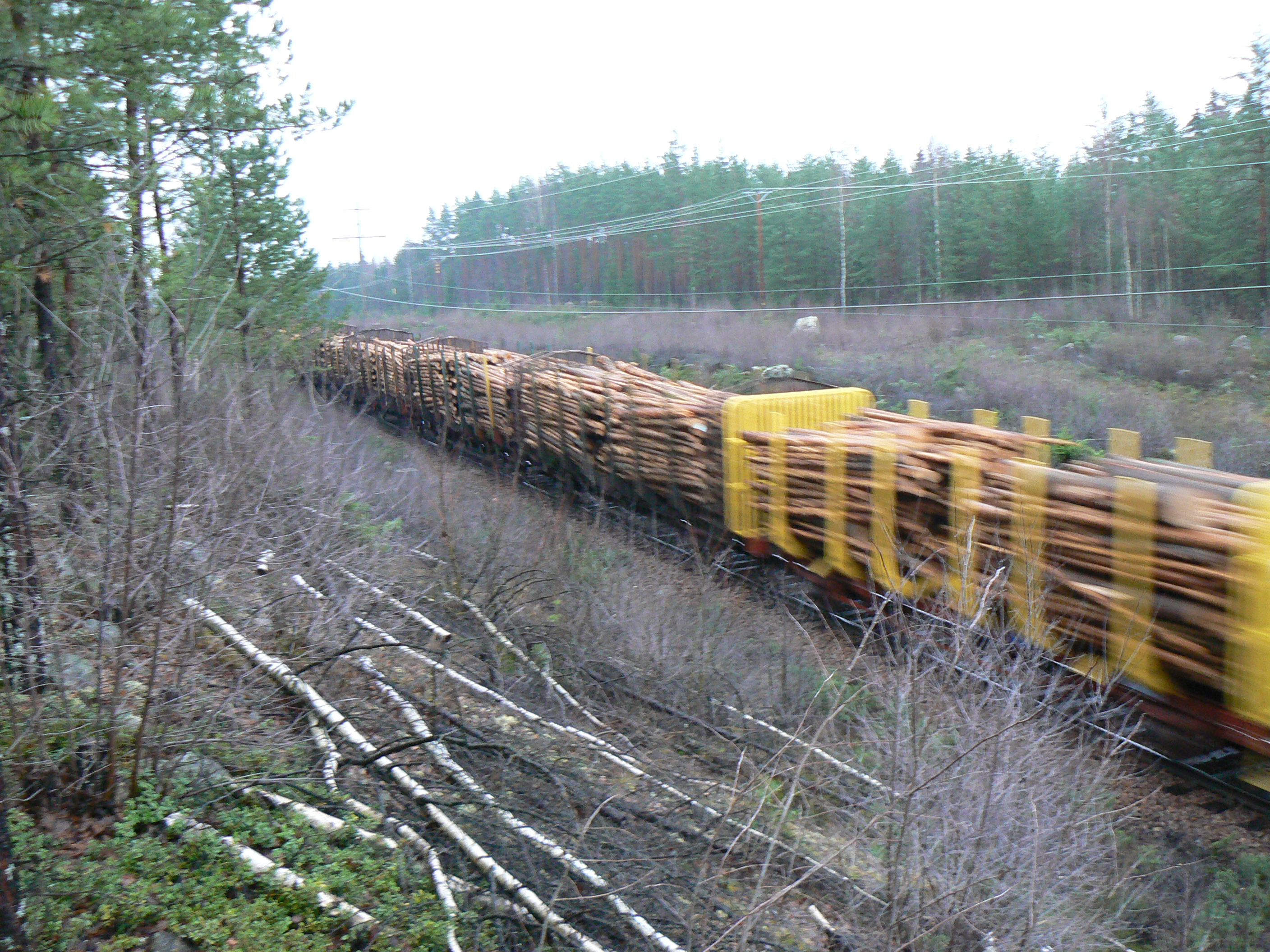
Timmertåg mellan Falun och Hofors.
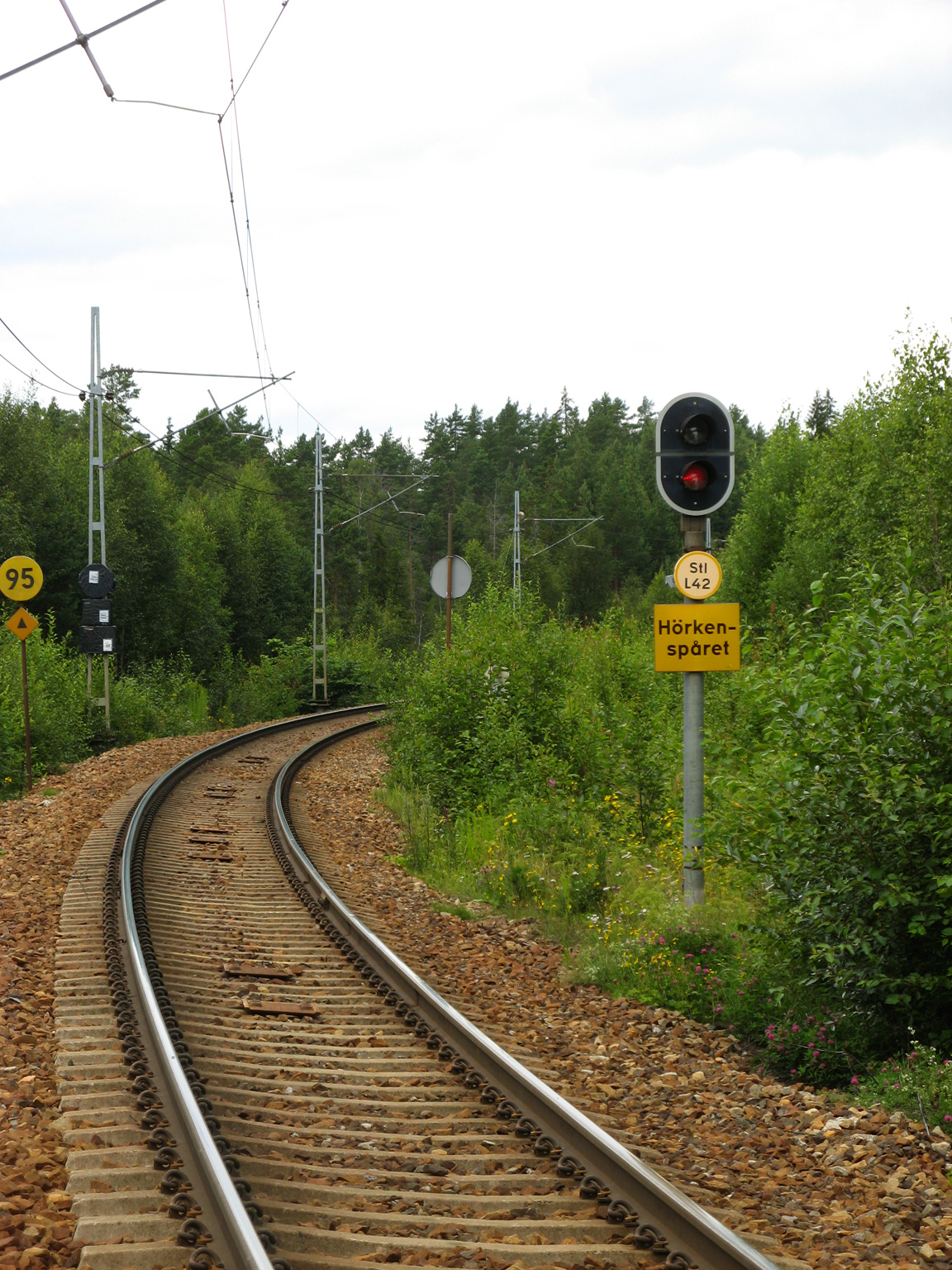
Hörkenspåret, Ställdalen.